# Гезира (остров)

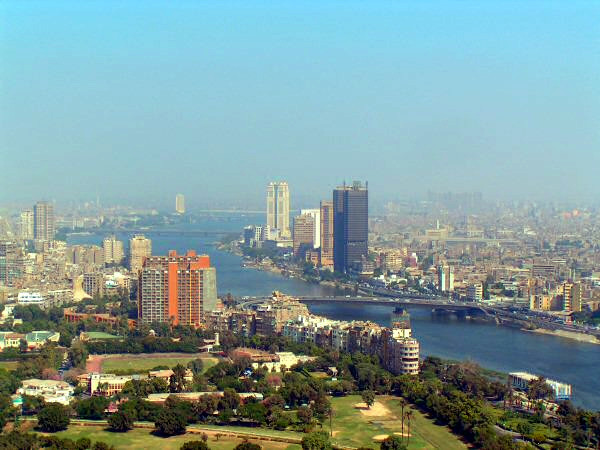
Вид части острова Гезира с Каирской телебашни

Гези́ра, или Эз-Замалик, — остров в центральной части Каира на реке Нил.

## Расположение и коммуникации
Административно Гезиру охватывает городской район Замалек, где находятся общественные и культурные учреждения, кроме того, район богат садами и парками, здесь также расположены престижные жилые кварталы Каира. Остров с Каиром и Гизой соединяют три (считается четыре) моста: мост Тахрир со стороны Каира соединяет центральную Площадь Тахрир с комплексом Национального культурного центра на острове, и продолжается мостом Гала соединяет Гезиру с Гизой; мост 6 октября проходит через центральную часть острова а мост 26 июля через жилой район Замелек.
Остров Гезира является наиболее зелёным, благополучным и респектабельным районом Каира. Несмотря на то, что здесь немало секретных объектов, закрытых для посещения, а также жилые и гостиничные кварталы, на Гезире расположены также главные каирские общественные и культурные заведения и очень популярные для туристов достопримечательности.

## История
Считается[кем?], что первым, кто популяризировал остров в новейшее время, это Хедива Исмаил-паша, который в 1869 году построил здесь роскошный летний дворец. Этот дворец овеян городскими легендами, в одной из которых дворец предназначался для размещения 3 из 14 жен правителя, а на самом же деле, в первую очередь, дворец был построен для принятия почетных гостей по случаю торжественной церемонии открытия Суэцкого канала, в частности для французской императрицы Евгении и её мужа Наполеона III. После этого Хедива и ещё несколько уважаемых семей каирской интеллигенции построили другие жилые помещения на острове. Таким образом, уже во 2-й половине XIX века территория Гезиры стала самой престижной и богатой в городе.
Вторым направлением развития Гезиры стало открытие многочисленных общественных, в том числе закрытых учреждений на острове. После независимости Египта (1922) и особенно после провозглашения Египта республикой (1953) здесь, кроме престижных жилых кварталов, начали работу многочисленные резиденции представительств и посольств иностранных государств.
В настоящее время[когда?] территория Гезиры является самой дорогой в египетской столице, а проживать в жилом районе Замалек могут позволить себе лишь представители высшего и выше среднего классов столичного социума.

## Главные достопримечательности острова Гезира
В острове Гезира большое число достопримечательностей, имеющих историческое, архитектурное и культурное значение:
- Каирский Национальный культурный центр, основной составляющей которого является «Каирская опера» и штаб-квартира главных музыкальных коллективов национального значения Египта.
- Каирская телебашня (1956-61) — телебашня оригинальной архитектуры является городской доминантой (высотой 187 м), очень популярна у туристов по причине смотровых площадок и ресторана который курсирует на её верхушке.
- Дворец Исмаила-паши (1869) — роскошный дворцовый комплекс в эклектическом арабско-европейском стиле, окружен садами, сейчас это центральный корпус отеля «Cairo Marriott Hotel».
- Музей исламской керамики — большое количество собраний керамических изделий из исламских стран от Марокко до Ирана и Средней Азии.
- Музей Махмуда Мухтара — художественно-мемориальный музей с мавзолеем выдающегося египетского скульптора Махмуда Мухтара, а также в одном помещении — Музей египетской цивилизации, Музей Гезиры (экспозиция включает предметы королевской семьи), планетарий.
- Спортивный клуб «Гезира» — крупнейший в Египте мультиспортивный центр, основанный в 1882 году.
- Каирский Аквариум — крупнейший аквариум Египта.